# Lycée Saint-Michel de Picpus
Pour les articles homonymes, voir Saint-Michel.
L'ensemble Saint-Michel de Picpus est un établissement scolaire privé sous contrat d'association avec l'État composé d'une école primaire, d'un collège, d'un lycée et de classes préparatoires. Il est situé dans le 12e arrondissement de Paris, au 53 rue de la Gare-de-Reuilly (et au 47 boulevard de Picpus pour l'école primaire).

## Histoire
Il a été fondé en 1876. Il relève de l’enseignement catholique et, dans ce cadre, de la tutelle de la Congrégation de Sainte-Croix, vicariat de France, fondée par le bienheureux Basile Moreau.
Le prêtre Jean Proust, mort en 2022, y est aumônier et surveillant général de 1963 à 1983, est mis en cause pour des agressions sexuelles de jeunes garçons dans l'établissement, et sept anciennes victimes ont été indemnisées.
De 2000 à 2006, Pascal Balmand, agrégé d'histoire, (qui sera plus tard nommé secrétaire général de l'Enseignement catholique) prend la tête de l'ensemble scolaire. Vient ensuite Benoît Richard, agrégé de mathématiques, jusqu'en 2017[réf. nécessaire]. 
Benoît Richard est remplacé par Marie-Astrid Courtoux-Escolle en septembre 2017, ancienne directrice interdiocésaine (Limoges-Tulle), qui devient cheffe d'établissement-coordinatrice.
En 2023, Olivier Maison, auparavant chef d'établissement du collège-lycée Saint-Exupéry, devient chef d'établissement. Il reste à son poste quelques mois puis est rapidement remplacé. Il devient le chef d'établissement de Saint-Augustin à Dijon.
Depuis septembre 2024, le chef d'établissement est Thierry Courrège, ancien chef d'établissement du groupe scolaire La Madone à Paris, qui devient coordinateur du groupe scolaire Saint-Michel de Picpus.

## Classement du lycée
En 2024, le lycée est classé 2e meilleur au niveau régional.
En 2016, le taux brut de réussite au baccalauréat était de 100 % toutes sections confondues.
En 2017, 98 % des élèves de Saint-Michel de Picpus obtiennent une mention au baccalauréat, le lycée se classe 4e meilleur de France selon ce critère.
En 2022, 99 % des élèves obtiennent une mention (« assez bien » à « très bien avec félicitation du jury »), dont 37,7 % de mention « très bien ».[réf. nécessaire]
En 2023, 100 % des élèves obtiennent une mention.

## Classement des CPGE
Le classement national des classes préparatoires aux grandes écoles (CPGE) se fait en fonction du taux d'admission des élèves dans les grandes écoles. En 2023, L'Étudiant donnait le classement suivant pour les concours de 2022 :
| Filière | Élèves admis dans une grande école* | Taux d'admission* | Taux moyen sur 5 ans | Classement national | Évolution sur un an |
| --- | ----------------------------------- | ----------------- | -------------------- | ------------------- | ------------------- |
| ECE Top 8 | 55 / 102 élèves                     | 53,9 %            | 41,4 %               | 18 e 151            |                     |
| ECE Top 3 | 19 / 102 élèves                     | 18,6 %            | 15,2%                | 23e 151             |                     |
| Source : Classement 2023 des prépas - L'Étudiant (Concours de 2022). * le taux d'admission dépend des grandes écoles retenues par l'étude. En filières ECE et/ou ECG ce sont pour le top 3 : HEC, ESSEC, ESCP BS, et pour le Top 8 : HEC, ESSEC, ESCP BS, EDHEC, EMLyon, ENS Paris-Saclay, Ensae, Saint-Cyr |                                     |                   |                      |                     |                     |

Le classement Major-Prepa.com classe Saint Michel de Picpus dans le TOP dix des meilleures prépas ECE de France : 7e nationale pour 2023.
| Écoles intégrées | HEC, ESSEC, ESCP BS, EDHEC, EMLyon, ENS Paris-Saclay, Ensae, Saint-Cyr |

## Personnalités liées à l'établissement

### Professeurs
- Pierre Verluise, géopolitologue[17]

### Élèves
- Pierre Bachelet[réf. souhaitée], chanteur
- Jean Bellorini[18], dramaturge
- Wendy Bouchard, journaliste
- Emmanuelle Bougerol[réf. souhaitée], actrice
- Nicolas Chartier[réf. souhaitée], producteur
- François Deblock[réf. souhaitée], acteur
- Eliot Deval[source insuffisante][19], journaliste à CNEWS
- Lola Dewaere, actrice française
- Constance Dollé[réf. souhaitée], actrice
- Fabrice Éboué[20], humoriste
- Jérôme Jaffré, analyste politique
- Xavier Niel, PDG de Free
- Camille Raymond, actrice
- Smaïn, acteur et humoriste